# Козинська селищна територіальна громада
Козинська територіальна громада — територіальна громада в Україні, в Обухівському районі Київської області. Адміністративний центр — селище Козин.
Площа громади — 175,52 км², населення — 5665 осіб (2020).
Утворена 12 червня 2020 року шляхом об'єднання Козинської селищної ради та Великодмитровицької, Підгірцівської, Старобезрадичівської сільських рад Обухівського району.

## Населені пункти
У складі громади 1 селище (Козин) і 12 сіл:
- Березове
- Великі Дмитровичі
- Капустяна
- Конюша
- Креничі
- Малі Дмитровичі
- Нові Безрадичі
- Паращина
- Підгірці
- Романків
- Старі Безрадичі
- Тарасівка

## Старостинські округи
- Великодмитровицький
- Підгірцівський
- Старобезрадичівський